# 弗里登堡

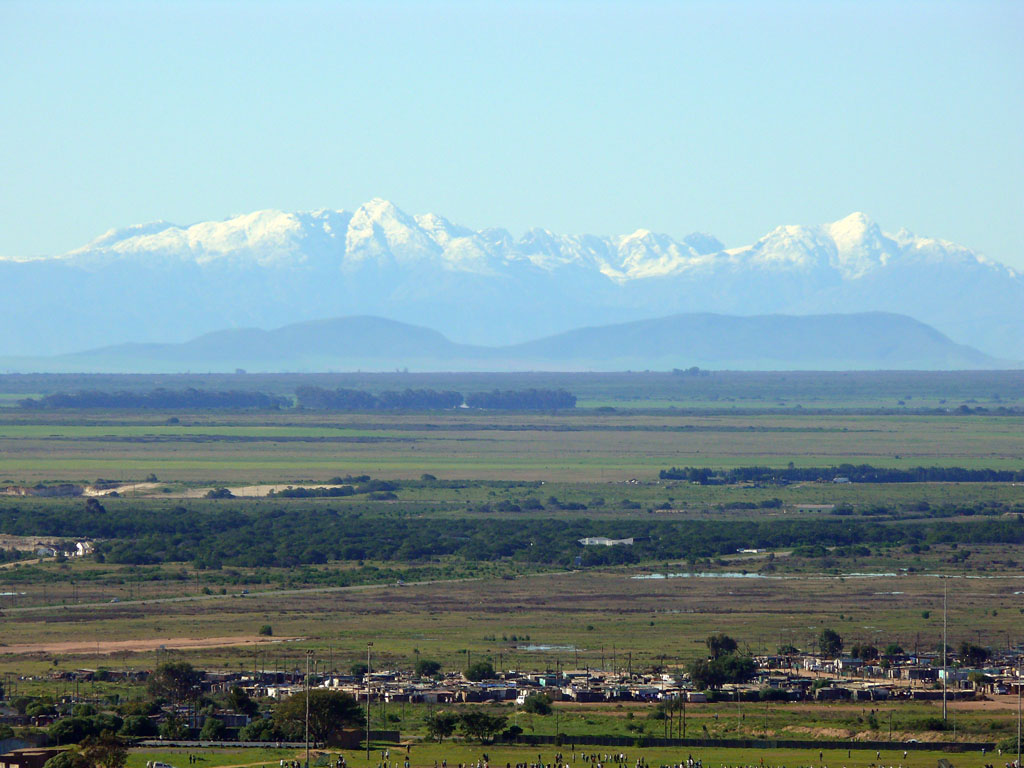
弗里登堡

弗里登堡（南非语：Vredenburg）是南非的城鎮，位於該國西南部，由西開普省負責管轄，距離開普敦138公里，始建於1875年，面積12.19平方公里，2002年人口27,088，人口密度每平方公里約2,200人。